# لي سيول بي
لي سيول بي (بالكورية: 이하윤)‏ هي ممثلة كورية جنوبية. ولدت يوم 24 أبريل 1991 في سون تشون في كوريا الجنوبية.

## روابط خارجية
- لي سيول بي على موقع IMDb (الإنجليزية)